# Łeonid Szmuc
Łeonid Mykołajowycz Szmuc, ukr. Леонід Миколайович Шмуц, ros. Леонид Николаевич Шмуц, Leonid Nikołajewicz Szmuc (ur. 8 października 1948 w Nikopolu) – ukraiński piłkarz grający na pozycji bramkarza. W swojej karierze rozegrał 2 mecze w reprezentacji Związku Radzieckiego.

## Kariera klubowa
Karierę piłkarską Szmuc rozpoczął w klubie Trubnyk Nikopol. Grał w nim w latach 1965-1967. Następnie w 1967 roku przeszedł do CSKA Moskwa i wtedy też zadebiutował w jego barwach w radzieckiej Wysszej Lidze. W 1970 roku wywalczył z CSKA swój jedyny w karierze tytuł mistrza ZSRR. 17 kwietnia 1971 podczas meczu z Araratem Erywań wrzucił nie chcąc piłkę do swojej bramki, przez co stracił miejsce w podstawowym składzie. W 1975 nie zagrał żadnego meczu, dlatego w połowie 1976 roku odszedł do SKA Kijów. W 1978 powrócił do CSKA. Po zakończeniu sezonu 1978, w którym również nie wychodził na boisko postanowił zakończyć karierę.

## Kariera reprezentacyjna
W 1970 roku Szmuc został powołany do reprezentacji Związku Radzieckiego na Mistrzostwa Świata w Meksyku, na których był rezerwowym bramkarzem dla Lwa Jaszyna i nie rozegrał żadnego meczu. W kadrze narodowej zadebiutował 19 lutego 1971 w zremisowanym 0:0 towarzyskim meczu z Meksykiem. W reprezentacji ZSRR rozegrał 2 mecze, oba w 1971 roku.
| Mecze i gole w reprezentacji | Mecze i gole w reprezentacji | Mecze i gole w reprezentacji | Mecze i gole w reprezentacji | Mecze i gole w reprezentacji | Mecze i gole w reprezentacji | Mecze i gole w reprezentacji |
| #                            | Data                         | Stadion                      | Rywal                        | Wynik                        | Gol                          | Rozgrywki                    |
| 1971                         | 1971                         | 1971                         | 1971                         | 1971                         | 1971                         | 1971                         |
| ---------------------------- | ---------------------------- | ---------------------------- | ---------------------------- | ---------------------------- | ---------------------------- | ---------------------------- |
| 1.                           | 19.02.1971                   | Meksyk, Meksyk               | Meksyk                       | 0:0                          | 0                            | towarzyski                   |
| 2.                           | 28.02.1971                   | San Salvador, Salwador       | Salwador                     | 1:0                          | 0                            | towarzyski                   |

## Sukcesy i odznaczenia

### Sukcesy klubowe
- mistrz ZSRR: 1970

### Odznaczenia
- tytuł Mistrza Sportu ZSRR: 1967